# Nížkov
Nížkov (in tedesco Nischkau) è un comune ceco situato nel distretto di Žďár nad Sázavou, nella regione di Vysočina.